# Sunflow
Sunflow là một hệ thống dựng hình chiếu sáng tổng thể mã nguồn mở viết bằng Java. Hiện tại dự án không thể xác định được tình hình, nhưng thông cáo mới nhất của dự án là vào tháng 4 năm 2011 .